# Gavrilă Iuga
Gavrilă Iuga (n. 23 noiembrie 1880, Săliștea de Sus⁠(d), Maramureș, România – d. 1940, găsit și cu numele de Juga și cu prenumele de Gavril)  a fost un avocat român din Maramureș, ofițer în Armata Austro-Ungară în Primul Război Mondial, care, odată căzut prizonier pe Frontul de Răsărit a contribuit atât la recrutarea etnicilor români foști militari austro-ungari pentru Corpul Voluntarilor Români din Rusia, cât și la redactarea Declarației de la Darnița.